# Leopardia bivittata
Leopardia bivittata är en insektsart som beskrevs av Baccetti 1985. Leopardia bivittata ingår i släktet Leopardia och familjen gräshoppor. Inga underarter finns listade i Catalogue of Life.